# Neoxyphinus
Neoxyphinus är ett släkte av spindlar. Neoxyphinus ingår i familjen dansspindlar.
Kladogram enligt Catalogue of Life:
| Neoxyphinus | \| \| Neoxyphinus ogloblini \| \| \| \| \| \| Neoxyphinus xyphinoides \| \| \| \| |
|             | \| \| Neoxyphinus ogloblini \| \| \| \| \| \| Neoxyphinus xyphinoides \| \| \| \| |
|             | Neoxyphinus ogloblini                                                             |
|             |                                                                                   |
|             | Neoxyphinus xyphinoides                                                           |
|             |                                                                                   |